# ALPAL-2
ALPAL-2 ist ein im Juli 2002 in Betrieb gegangenes Seekabelsystem für den Datenaustausch zwischen Algerien und Spanien.
Das Kabel ist 312 km lang und verfügt über eine Kapazität von 160 Gbit/s, wobei zu Beginn Daten mit 5 Gbit/s übertragen wurden. Die Gesamtkosten betrugen etwa 16,6 Millionen Euro.
Landungsstellen bestehen in:
1. Djémila, Algerien
2. Ses Covetes, Gemeinde Campos, Mallorca (Spanien)[2]